# Eremobina unicincta
Eremobina unicincta là một loài bướm đêm trong họ Noctuidae.